# Schefflera digitata
Schefflera digitata är en araliaväxtart som beskrevs av Johann Reinhold Forster och Johann Georg Adam Forster. Schefflera digitata ingår i släktet Schefflera och familjen araliaväxter. Inga underarter finns listade.

## Bildgalleri

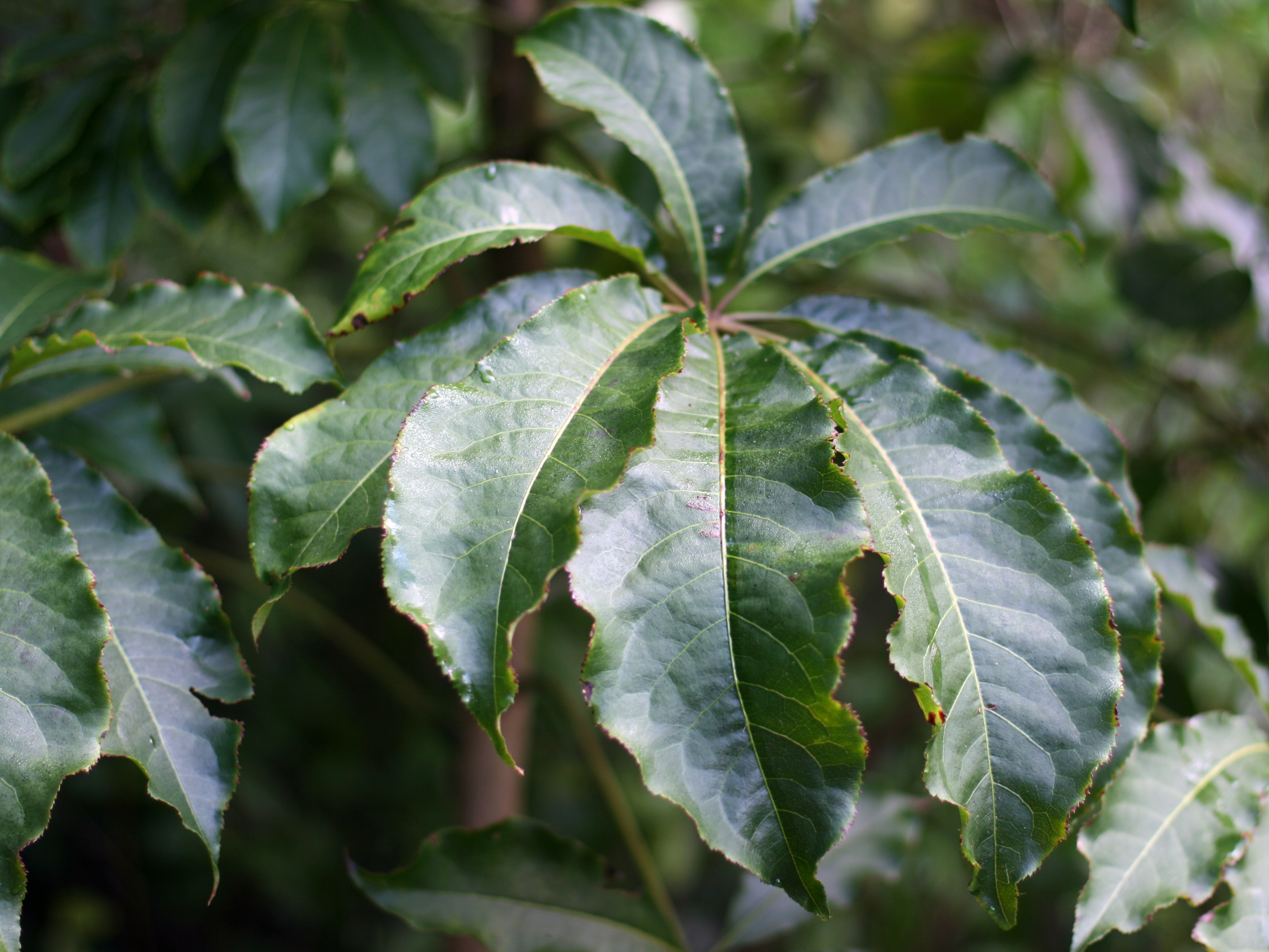